# 幸運如意
幸運如意（英語：Lucky Bubbles），是一匹曾在澳洲、香港和日本出賽的已退役賽駒，來港後練馬師是呂健威。競賽生涯中一勝國際一級賽。

## 簡歷
在澳洲由Bjorn Baker訓練的「幸運如意」來港前曾出賽2次，獲1冠。「幸運如意」以自購馬身份來港，並於14/15馬季開始於香港出賽。
2016年4月3日，柏寶策騎「幸運如意」勝出香港二級賽短途錦標。
2016年10月23日，柏寶策騎「幸運如意」勝出國際二級賽精英碗。
2017年5月7日，布文策騎「幸運如意」勝出國際一級賽主席短途獎。
2018年9月30日，「幸運如意」前赴日本的中山競馬場角逐國際一級賽短途馬錦標，但未竟全功，因左前腿懸韌帶撕裂被騎師柏寶拉停，其後「幸運如意」自行步上馬匹救護車。
2018年11月9日，「幸運如意」宣告退役，正式結束其競賽生涯。

## 同父馬
曾於香港服役出賽並曾勝出大賽的同父馬包括：
- 忠心勇士：曾勝出曾勝出G2 馬會短途錦標（2019）
- 美麗同享：曾勝出曾勝出G2 主席錦標（2024）、G3 獅子山錦標（2022）、G3 精英盃（2022）、G3 精英碟（2025）

## 在港勝出賽事全紀錄
| 比賽日期   | 賽事名稱                 | 賽事班次 | 賽道 | 賽事路程 | 比賽馬場 | 名次 | 完成時間 | 騎師 |
| ---------- | ------------------------ | -------- | ---- | -------- | -------- | ---- | -------- | ---- |
| 07/06/2015 | 香港大學賽馬會舍堂村讓賽 | 第三班   | 草地 | 1200米   | 沙田馬場 | 1    | 1:09.08  | 柏寶 |
| 10/10/2015 | 六福珠寶亮聚系列讓賽     | 第三班   | 草地 | 1200米   | 沙田馬場 | 1    | 1:09.20  | 柏寶 |
| 21/11/2015 | 赤鱲角讓賽               | 第二班   | 草地 | 1200米   | 沙田馬場 | 1    | 1:08.73  | 柏寶 |
| 20/03/2016 | 爪皇凌雨讓賽             | 第一班   | 草地 | 1200米   | 沙田馬場 | 1    | 1:08.89  | 柏寶 |
| 03/04/2016 | 短途錦標                 | HKG2     | 草地 | 1200米   | 沙田馬場 | 1    | 1:08.36  | 柏寶 |
| 23/10/2016 | 精英碗                   | G2       | 草地 | 1200米   | 沙田馬場 | 1    | 1:08.29  | 柏寶 |
| 07/05/2017 | 主席短途獎               | G1       | 草地 | 1200米   | 沙田馬場 | 1    | 1:08.96  | 布文 |

## 外部連結
- . 香港賽馬會. 2016-04-03  [2018-12-31]. （原始内容存档于2018-12-31）.
- . 香港賽馬會. 2016-10-23  [2018-12-31]. （原始内容存档于2018-12-31）.
- . 香港賽馬會. 2017-05-07  [2018-12-31]. （原始内容存档于2018-12-31）.
- . 香港賽馬會. 2018-09-30  [2018-12-31]. （原始内容存档于2019-01-01）.